# 아야 소피아 (트라브존)

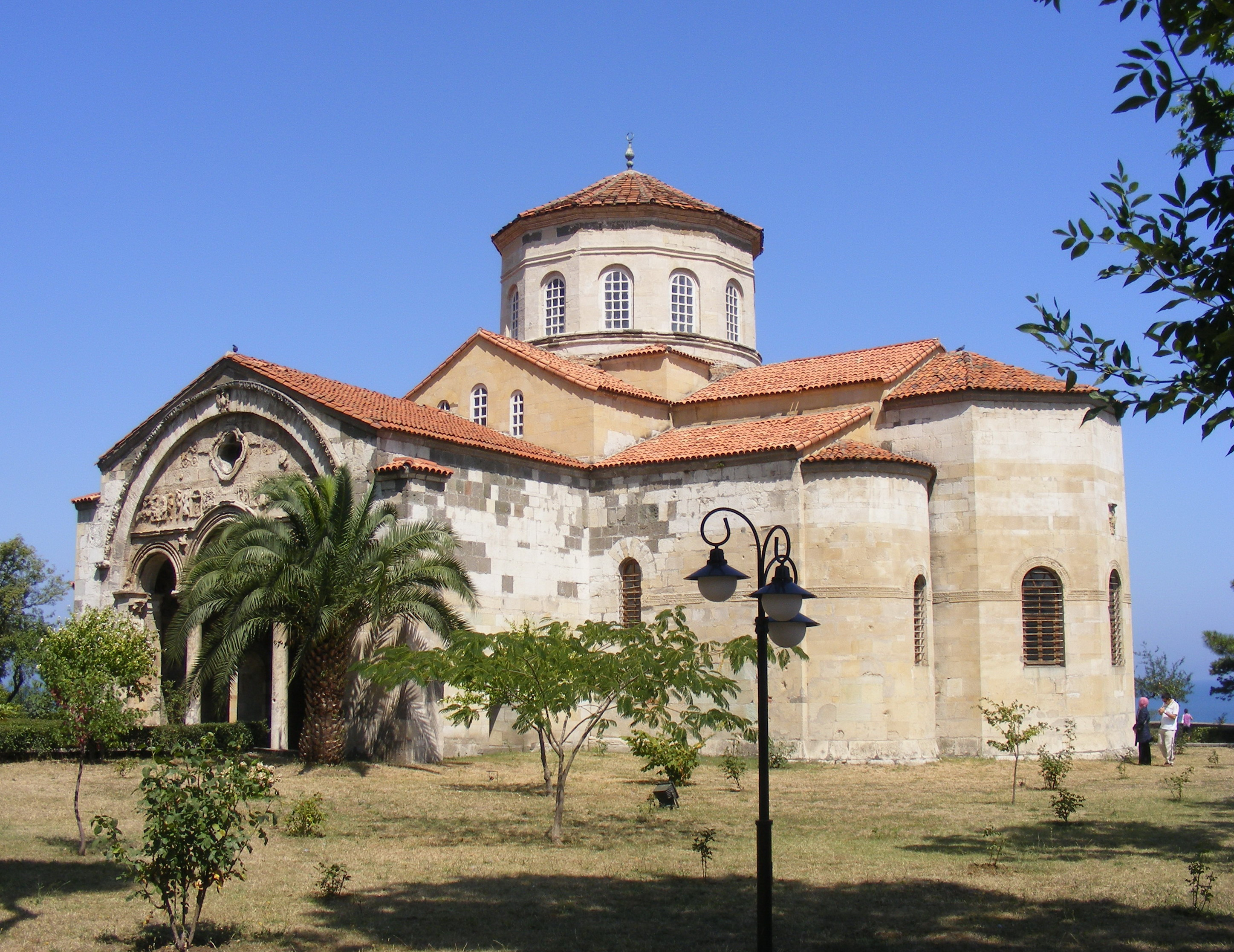
트라브존 아야 소피아

아야 소피아(튀르키예어: Ayasofya, 그리스어: Ἁγία Σοφία)는 옛 그리스 정교회의 성당으로 현재는 박물관으로 개조된 튀르키예 트라브존에 위치한 박물관이다. 13세기에 트라페주스 제국의 수도였던 트라페주스(현재의 튀르키예 트라브존)에 지어졌다. 아야 소피아는 트라브존 구시가에서 약 2마일 정도 떨어져 있다.

## 역사
아야 소피아는 마누엘 1세의 치세(1238 ~ 1263) 동안 트라페주스에 지어졌다.

## 참조
1. ↑  Eastmond, Anthony. "The Byzantine Empires in the Thirteenth Century" in Art and Identity in Thirteenth-Century Byzantium: Hagia Sophia and the Empire of Trebizond. Burlington, VT: Ashgate, 2004, p. 1.